# Cocoa Samoa
Ulualoaiga Onosai Tuaolo Emelio, maggiormente conosciuto con il ring name Cocoa Samoa (Pago Pago, 9 marzo 1945 – Killeen, 9 gennaio 2007), è stato un wrestler samoano americano.

## Carriera
Studiò arti marziali in Giappone. Lottò i suoi primi match di wrestling in federazioni giapponesi.
Il 15 novembre 1982, come "Sabu the Wildman", lottò in coppia con Jimmy Hart sconfiggendo Jerry Lawler in un handicap match con in palio l'AWA Southern Heavyweight Championship. Hart effettuò lo schienamento, ma fu Sabu the Wildman ad essere proclamato campione. Tuttavia, il regno titolato fu di breve durata poiché egli fu sconfitto da Terry Taylor due settimane dopo.
Nella metà degli anni ottanta lottò nella World Wrestling Council e nella Championship Wrestling from Florida. Poi si spostò nella NWA Pacific Northwest Wrestling utilizzando lo pseudonimo "Cocoa Samoa". Nell'estate del 1986, vinse l'NWA Pacific Northwest Heavyweight Championship battendo Rip Oliver. Detenne inoltre l'NWA Pacific Northwest Tag Team Championship per tre volte tra il marzo 1986 e il maggio 1987, insieme a partner di coppia quali Brady Boone, Ricky Santana e Mike Miller. Dopo il 1988 decise di prendersi un periodo di pausa dal wrestling.
Nel 1994 tornò sul ring a Porto Rico. Quindi andò a lavorare nel circuito indipendente e nella All Pro Wrestling in California prima di ritirarsi dall'attività nel 1997.

## Vita privata
Samoa ha fondato un'azienda di pulizie per dare lavoro ai senzatetto. Ha lavorato anche per aziende motociclistiche, offrendo pubblicità tramite viaggi attraverso il paese. Trascorse un periodo in carcere dopo aver lavorato come esattore di denaro per uno spacciatore di droga. Dopo essere stato rilasciato dalla prigione, divenne un predicatore e visitò altri detenuti per predicare il cristianesimo.
Si stima che abbia avuto undici figli da nove donne diverse. All'epoca del decesso, tuttavia, era sposato con una donna di nome Esperanza e aveva cinque figli maschi e tre femmine. Durante la sua carriera, fece amicizia con altri wrestler come Harley Race e Antonio Inoki. Era inoltre molto amico di Jimmy Snuka, che considerava come un fratello.
Morì il 9 gennaio 2007.

## Titoli e riconoscimenti
- Continental Wrestling Association
  - AWA Southern Heavyweight Championship (1)
- NWA Mid-America
  - NWA Mid-America Heavyweight Championship (1)
- Pacific Northwest Wrestling
  - NWA Pacific Northwest Heavyweight Championship (1)
  - NWA Pacific Northwest Tag Team Championship (3)